# Notre-Dame-de-Boisset
 Notre-Dame-de-Boisset  es una población y comuna francesa, situada en la región de Ródano-Alpes, departamento de Loira, en el distrito de Roanne y cantón de Perreux.

## Demografía
| 237 | 232 | 259 | 329 | 404 | 510 |
| Para los censos de 1962 a 1999 la población legal corresponde a la población sin duplicidades (Fuente: INSEE [Consultar]) |     |     |     |     |     |